# (158) Coronis
(158) Coronis es un asteroide que forma parte del cinturón de asteroides y fue descubierto el 4 de enero de 1876 por Víktor Karlovich Knorre desde el observatorio de Berlín, Alemania. Está nombrado por Coronis, amante de Apolo en la mitología griega.

## Características orbitales
Coronis está situado a una distancia media del Sol de 2,87 ua, pudiendo alejarse hasta 3,021 ua y acercarse hasta 2,719 ua. Su inclinación orbital es 1,001° y la excentricidad 0,05256. Emplea 1776 días en completar una órbita alrededor del Sol. Da nombre a la familia asteroidal de Coronis, una de las tres primeras familias de Hirayama.